# غريغ كرامر
غريغ كرامر (بالإنجليزية: Greg Kramer)‏ (5 نوفمبر 1961، هارتفوردشير في المملكة المتحدة - 8 أبريل 2013، مونتريال في كندا)؛ روائي كندي.

## روابط خارجية
- غريغ كرامر على موقع IMDb (الإنجليزية)
- غريغ كرامر على موقع قاعدة بيانات الفيلم (الإنجليزية)